# Huta Lobu
Huta Lobu is een bestuurslaag in het regentschap Mandailing Natal van de provincie Noord-Sumatra, Indonesië. Huta Lobu telt 137 inwoners (volkstelling 2010).